# فرودگاه داش‌اغوز
فرودگاه داش‌اغوز (به انگلیسی: Daşoguz Airport) یک فرودگاه همگانی با کد یاتا TAZ است که یک باند فرود بتن دارد و طول باند آن ۲۸۰۰ متر است. این فرودگاه در شهر داش‌اغوز کشور ترکمنستان قرار دارد .

## شرکت‌های هواپیمایی و مقصدهای پروازی
| شرکت‌های هواپیمایی   | مقصدهای پروازی                           |
| ------------------- | ---------------------------------------- |
| هواپیمایی ترکمنستان | عشق‌آباد، ترکمن‌باشی، ترکمن‌آباد، بلخان‌آباد |